# یاشیل (ورزقان)
یاشیل یکی از روستاهای استان آذربایجان شرقی است که در دهستان بکرآباد بخش مرکزی شهرستان ورزقان واقع شده است. از شهر ورزقان تا روستای یاشیل ۱۰ کیلومتر راه است.
مردم روستای یاشیل به کشاورزی ودام پروری مشغول هستند. روستای یاشیل جای بسیار سرسبز و خوش آب هوا است. یاشیل کلمه ترکی و در فارسی به معنی سرسبزی است.
همسایه‌های روستای یاشیل (بکرآباد، دوریق، علویق، قراجه ملک، آلچه قشلاق، لیلی خانه) هستند. از محصولات کشاورزی این روستا می‌توان به گندم، جو، عدس اشاره کرد. گندم محصول اصلی کشاورزی این روستا می‌باشد. دامداری در این روستا یکی دیگر از منبع درآمد اهالی این روستا می‌باشد.